# Žeimiai

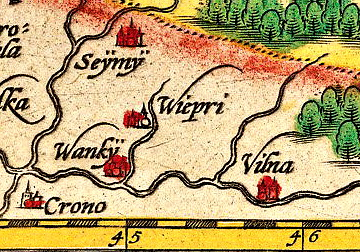
Žeimiai (Seymy) in der Landkarte vom 16. Jahrhundert

Žeimiai (dt. Scheine) ist ein Städtchen (miestelis) in der litauischen Rajongemeinde Jonava, an der Landstraße Jonava–Šėta. Es ist das Zentrum des Amtsbezirks Žeimiai mit einer Hauptschule, einer Bibliothek, einem Kulturzentrum, einer Ambulanz sowie einem Postamt (LT-55066). Im Westen fließt die Lankesa. Die Linden Žeimiai ist ein Naturdenkmal.

## Geschichte
Žeimiai wurde 1319 von Maciej Stryjkowski (1547–1593) bei der Beschreibung der Schlacht von Gediminas mit dem Kreuzritterorden und 1363 als Zeymen in weiteren historischen Quellen urkundlich erwähnt. 1595 gab es die Schule Žeimiai, die von Franziskaner-Reformaten errichtet und betreut wurde.
Die katholische Kirche der Geburt der Allerheiligsten Jungfrau Maria, ein doppeltürmiger Backsteinbau im neugotischen Stil, wurde 1906 errichtet, Architekt: Vaclovas Michnevičius. Bei der Kirche befinden sich die im 19. Jahrhundert im klassizistischen Stil erbaute Nordkapelle, die 1843 errichtete Kossakowskikapelle sowie die zu Beginn des 20. Jahrhunderts im neugotischen Stil erbaute Südkapelle.
Die 1768 erbaute sogenannte Rebellenkapelle befindet sich im Komplex des Gutes Žeimiai mit dem von einem Park umgebenen 1676 bis 1690 errichteten Herrenhaus.
Im Sowjetlitauen gab es die Sekundarschule Žeimiai, die nach dem Abitur zur Hochschulreife führte. 

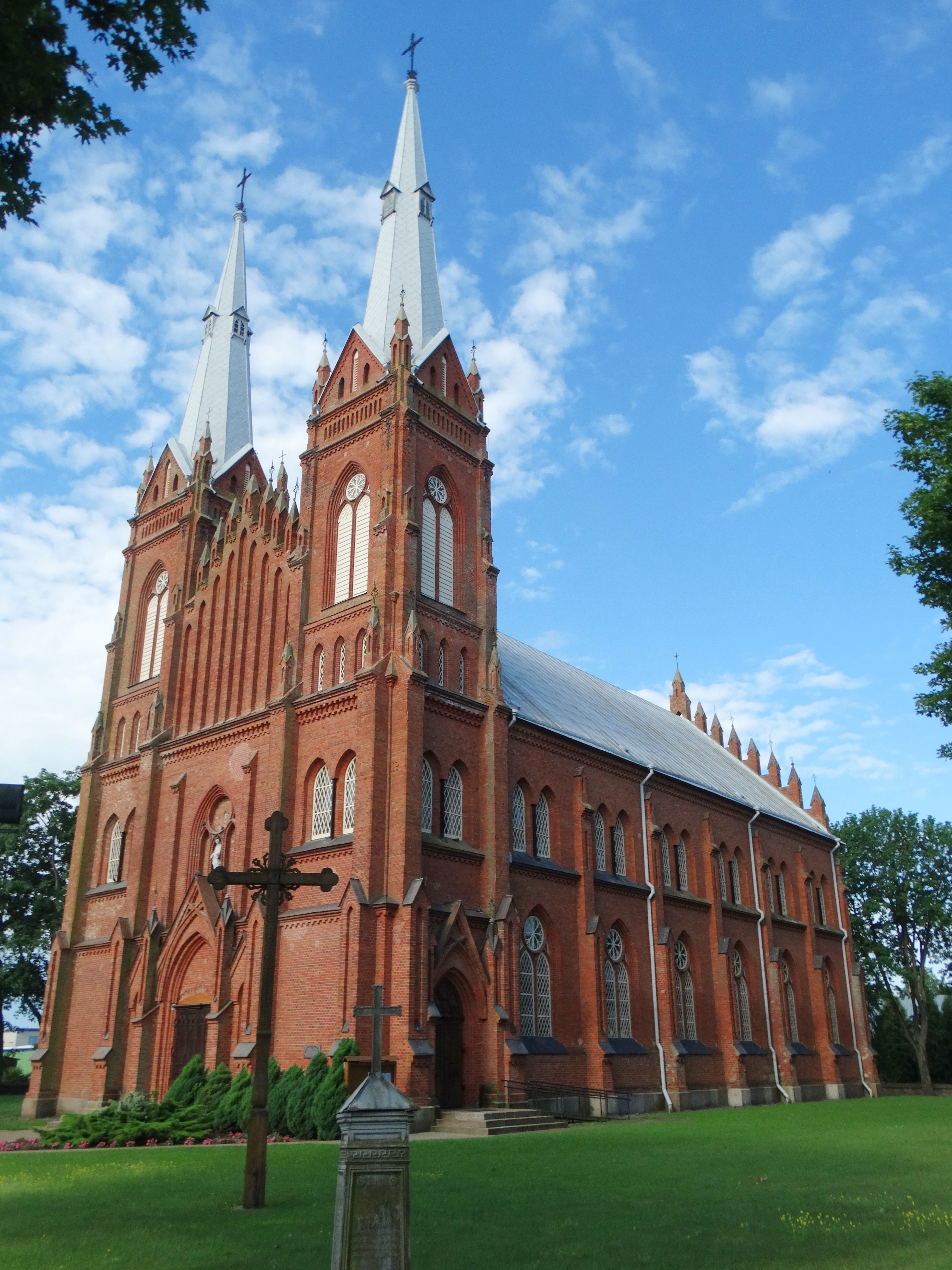
Katholische Kirche Žeimiai
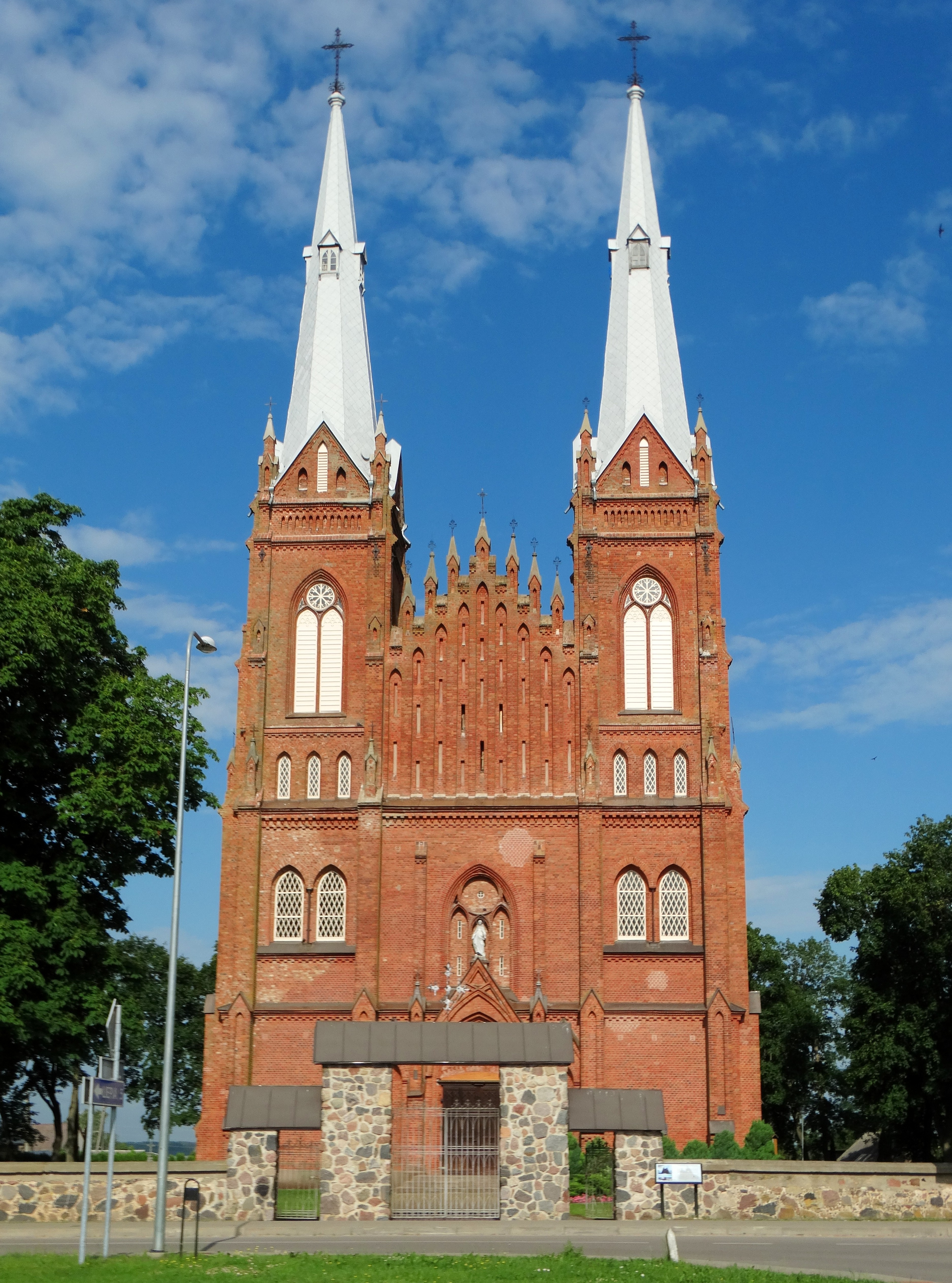
Turmfront der Kirche
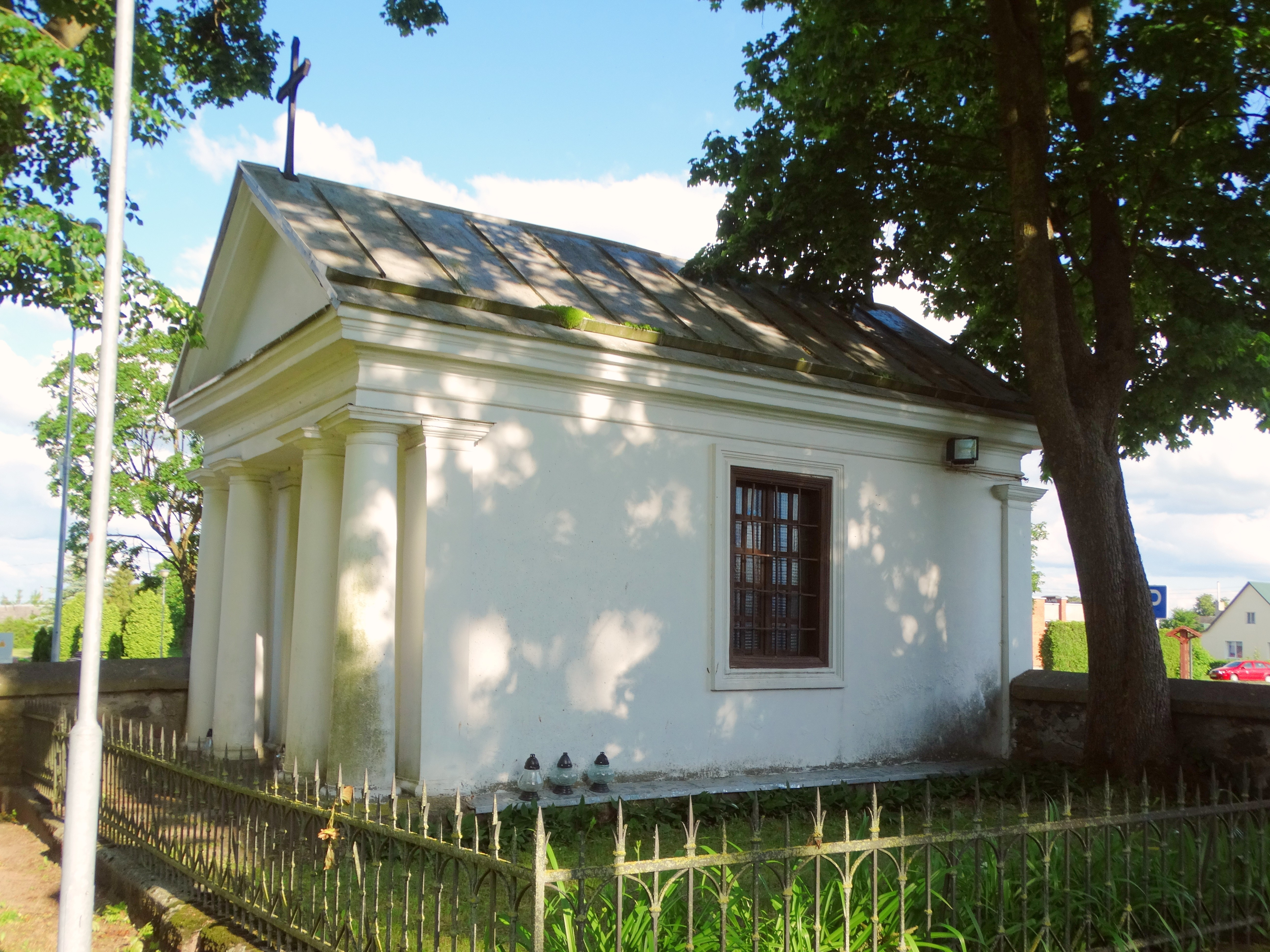
Kossakowskikapelle
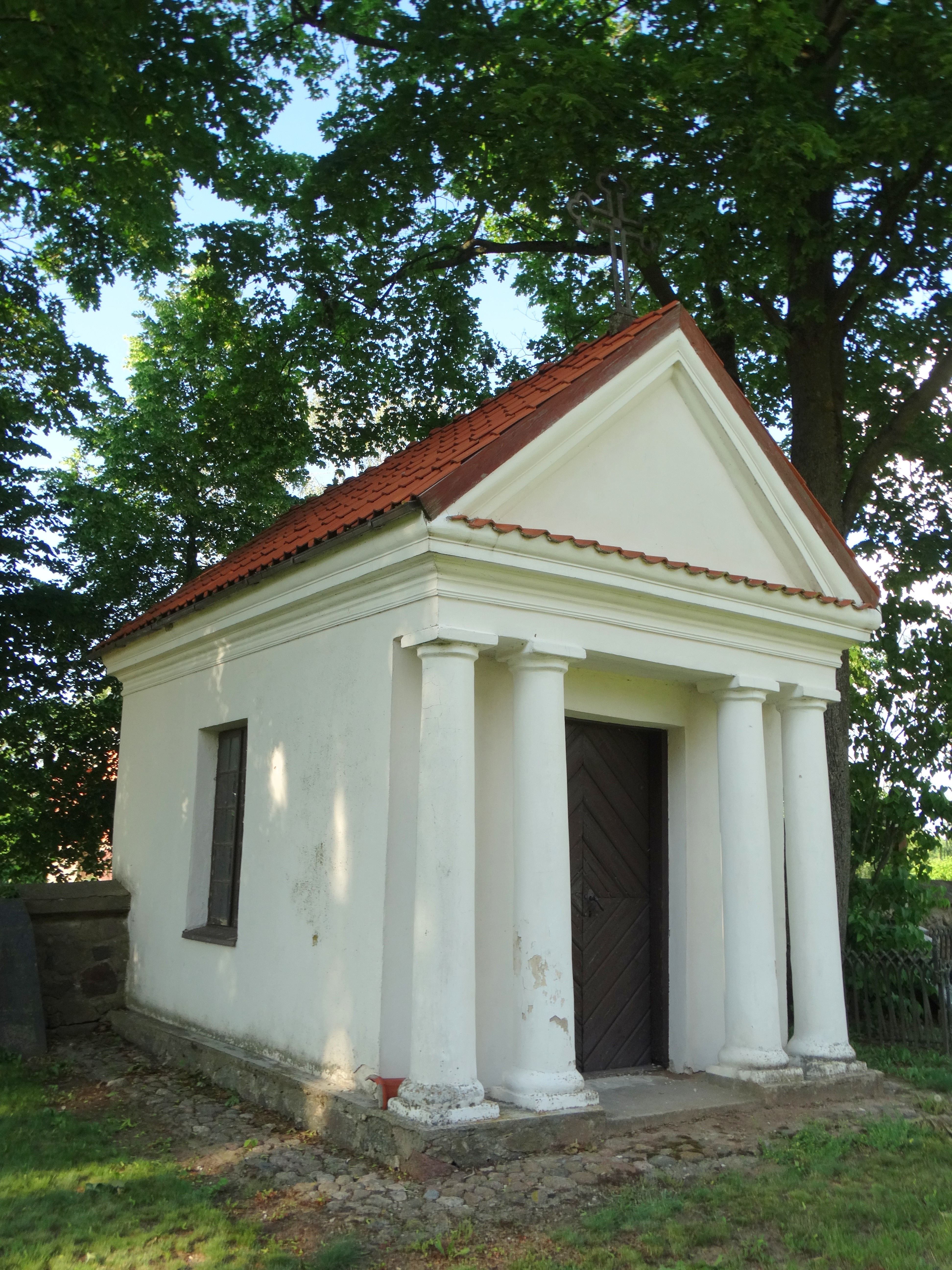
Nordkapelle
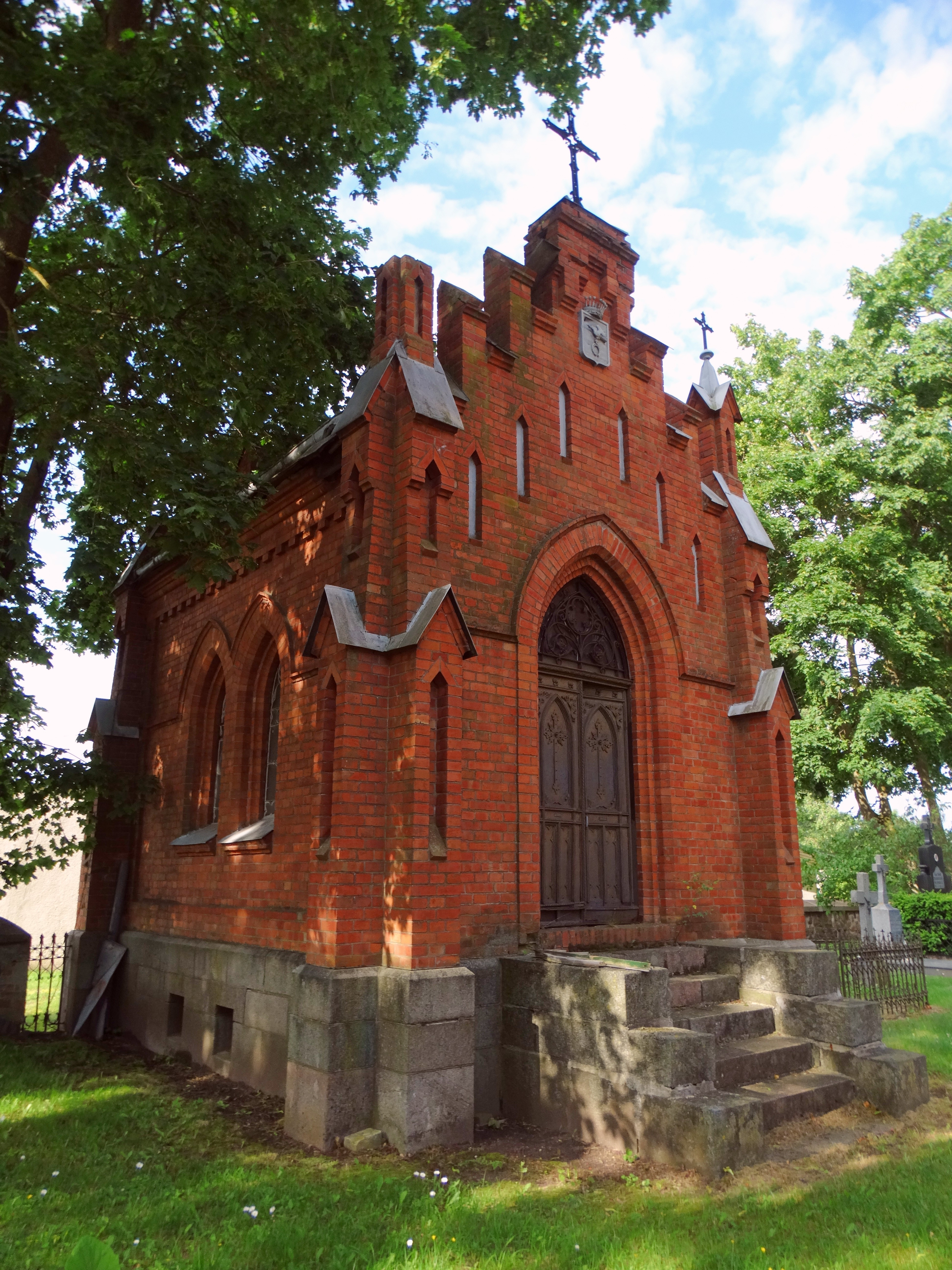
Südkapelle
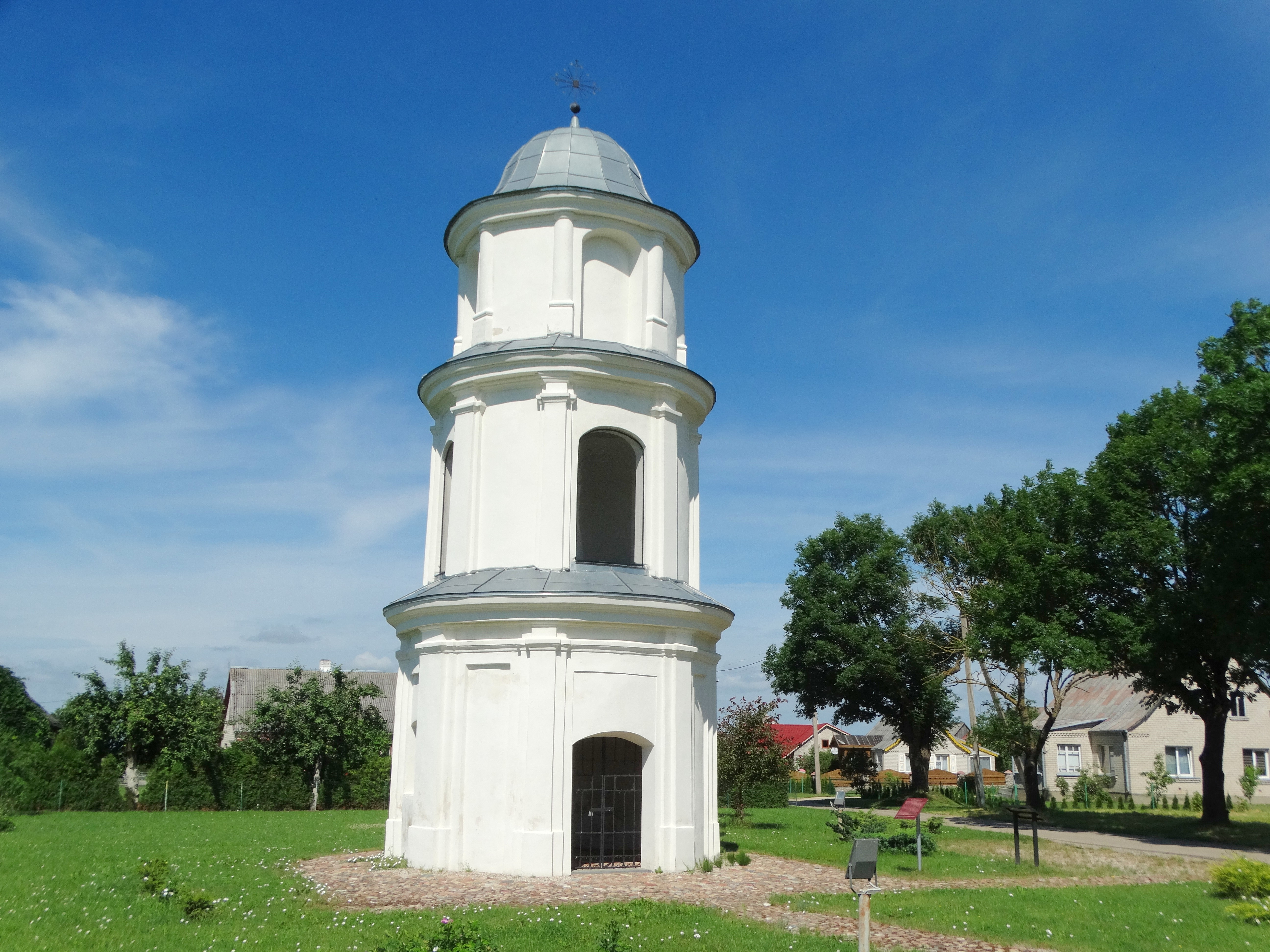
Rebellenkapelle
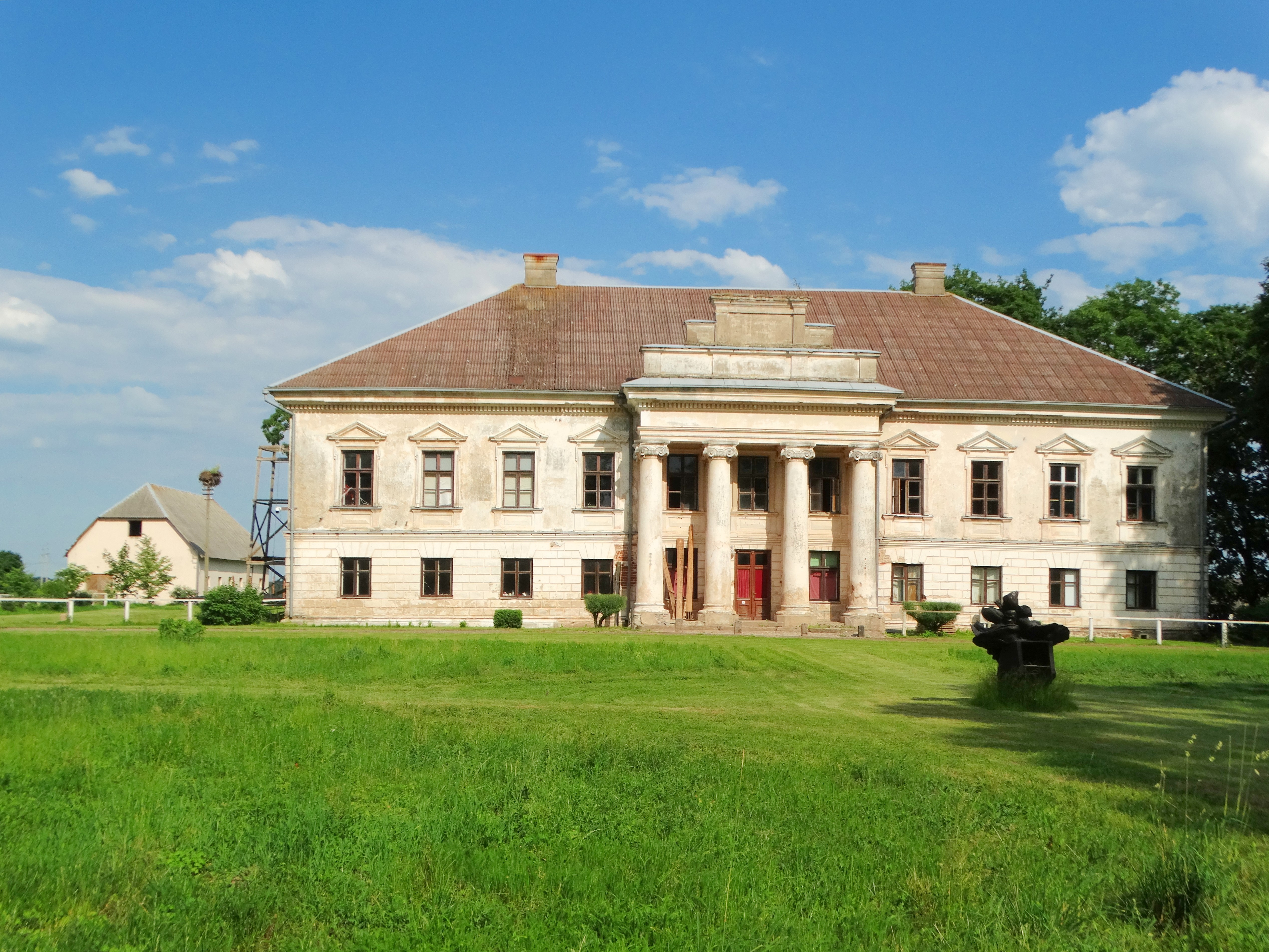
Herrenhaus des Gutes Žeimiai
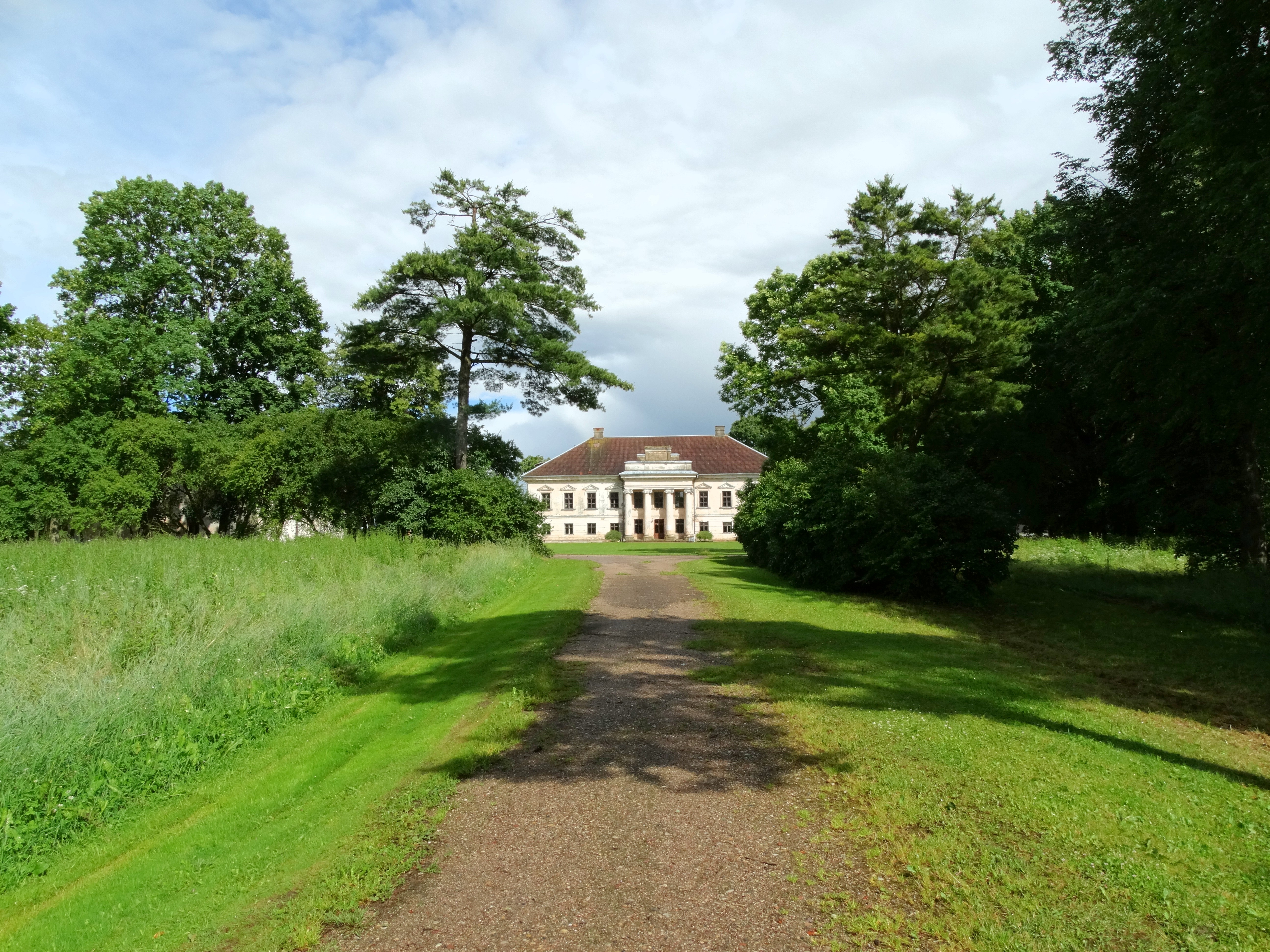
Gutspark mit Herrenhaus
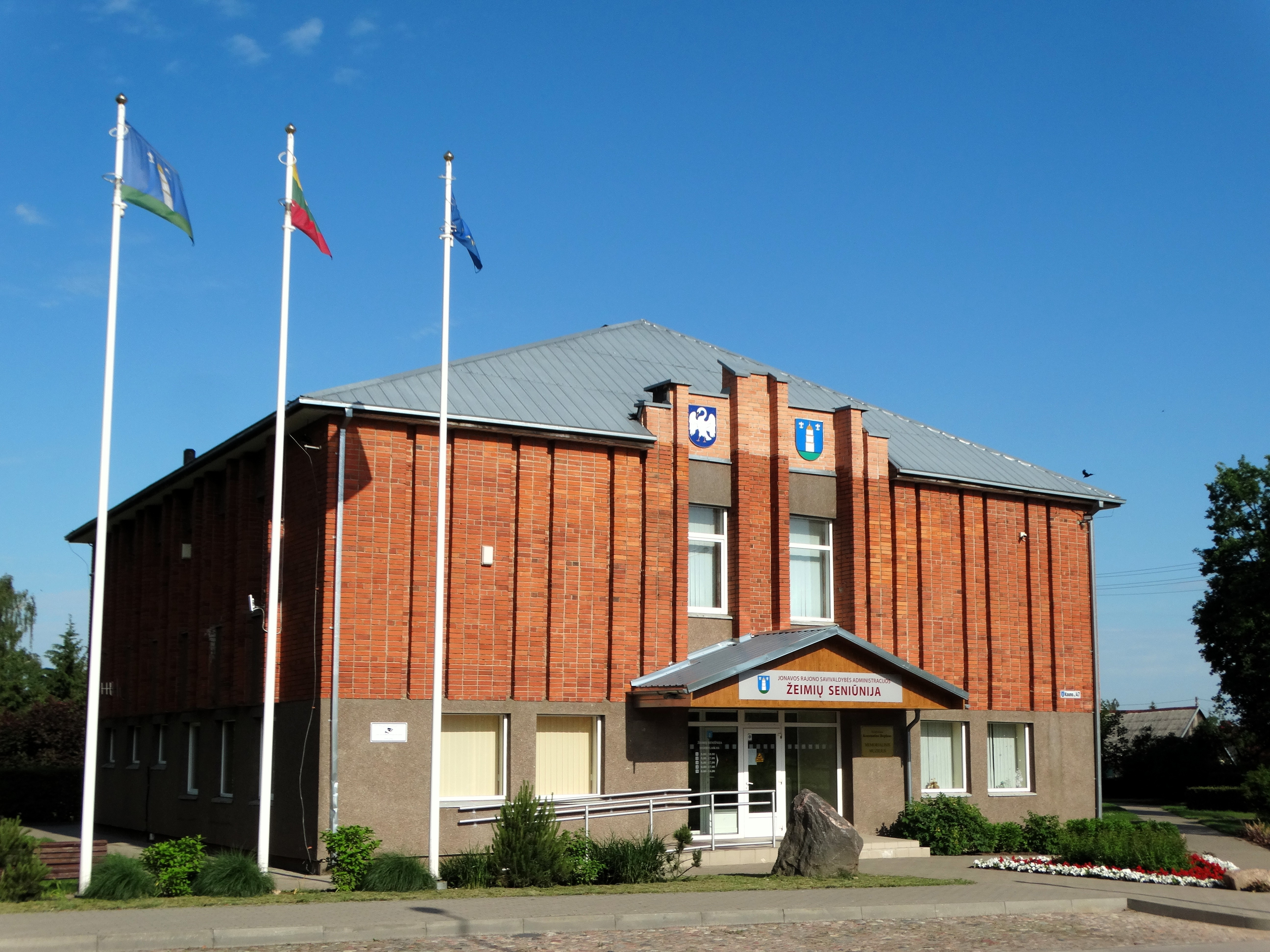
Verwaltungsgebäude des Amtsbezirks in Žeimiai
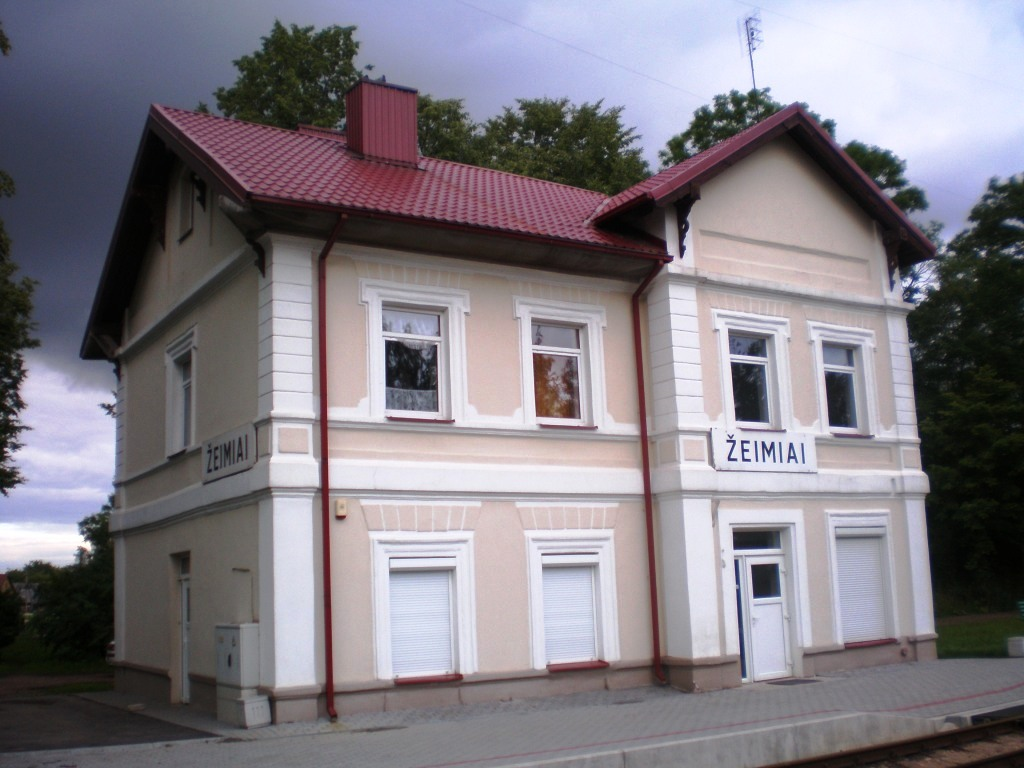
Bahnhof Žeimiai
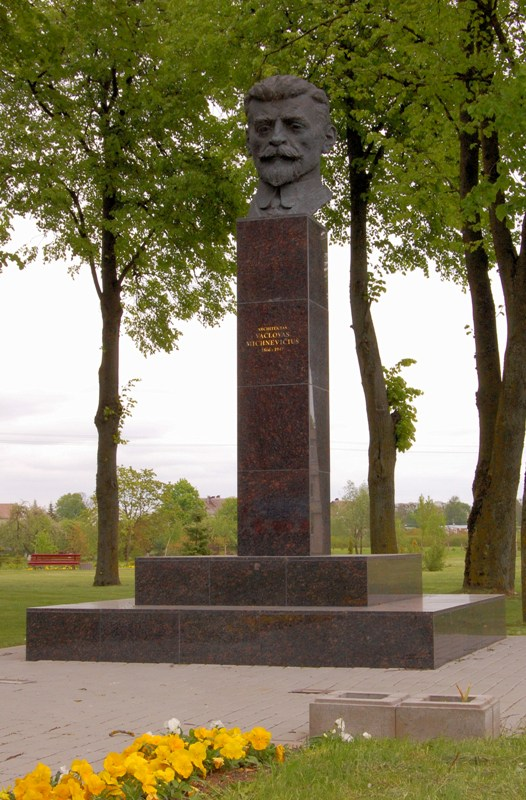
Denkmal für Vaclovas Michnevičius
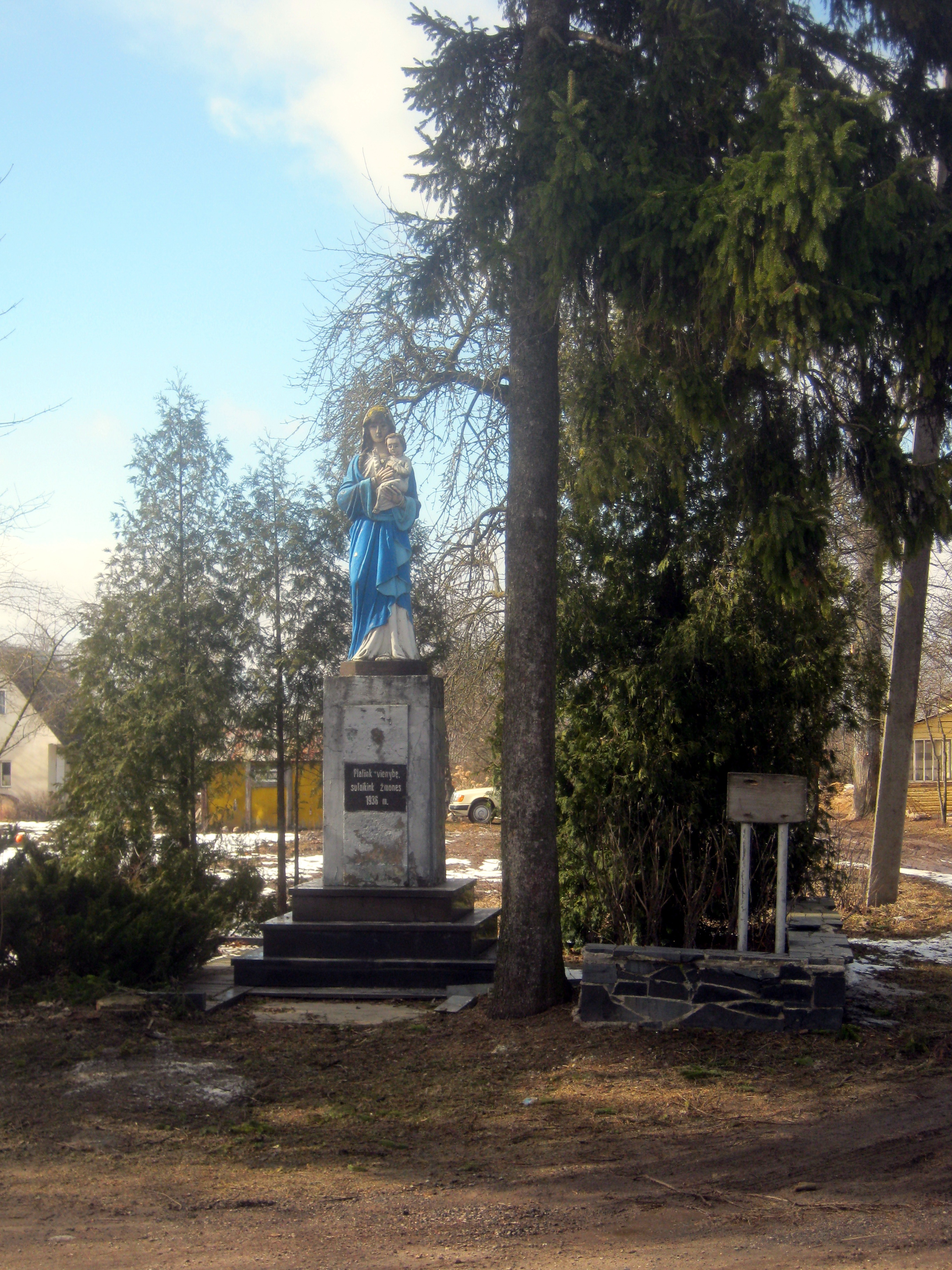
Friedhof Žeimiai

## Söhne und Töchter
- Vaclovas Michnevičius (1866–1947), Bauingenieur und Architekt
- Konstantinas Bogdanas (1926–2011), Bildhauer und Professor, Ehrenbürger von Jonava
- Edvardas Gružas (1949–2004), Verwaltungsjurist, Polizeigeneralkommissar Litauens
- Bronislovas Liutkus (* 1960), Ingenieur und Politiker, Bürgermeister von Jonava